# Троїцький район (Алтайський край)
Тро́їцький район (рос. Троицкий район) — район у складі Алтайського краю Російської Федерації.
Адміністративний центр — село Троїцьке.

## Населення
Населення — 22485 осіб (2019; 24868 в 2010, 30538 у 2002).

## Адміністративний поділ
Район адміністративно поділяється на 11 сільських поселень (сільських рад):
| Поселення                     | Площа, км² | Населення, осіб (2002) | Населення, осіб (2010) | Населення, осіб (2019) | Центр         | Населені пункти |
| ----------------------------- | ---------- | ---------------------- | ---------------------- | ---------------------- | ------------- | --------------- |
| Біловська сільська рада       | 289,93     | 3117                   | 2305                   | 2162                   | Біловський    | 7               |
| Боровлянська сільська рада    | 102,56     | 2439                   | 1925                   | 1484                   | Боровлянка    | 5               |
| Гордієвська сільська рада     | 140,78     | 2224                   | 1798                   | 1600                   | Гордієвський  | 3               |
| Єрьоминська сільська рада     | 201,48     | 1135                   | 965                    | 850                    | Краснояри     | 2               |
| Заводська сільська рада       | 1036,62    | 2338                   | 1750                   | 1466                   | Заводське     | 3               |
| Зеленополянська сільська рада | 177,60     | 1520                   | 1179                   | 1087                   | Зелена Поляна | 3               |
| Кіпешинська сільська рада     | 111,71     | 686                    | 541                    | 475                    | Біле          | 2               |
| Петровська сільська рада      | 244,37     | 1511                   | 1077                   | 959                    | Петровка      | 3               |
| Троїцька сільська рада        | 60,93      | 10973                  | 10033                  | 9672                   | Троїцьке      | 1               |
| Хайрюзовська сільська рада    | 839,72     | 3777                   | 2768                   | 2350                   | Хайрюзовка    | 7               |
| Южаковська сільська рада      | 304,12     | 838                    | 527                    | 380                    | Многоозерний  | 2               |

- 2010 року ліквідована Загайновська сільська рада, територія увійшла до складу Біловської сільради[4].
- 2011 року ліквідовані Горновська сільська рада, Єльцовська сільська рада, Новоєловська сільська рада та Усть-Гавриловська сільська рада, території увійшли до складу Хайрюзовської сільради[5].

## Найбільші населені пункти
Нижче подано список населених пунктів з чисельністю населенням понад 1000 осіб:
| № | Населений пункт | Населення, осіб (2002) | Населення, осіб (2010) |
| - | --------------- | ---------------------- | ---------------------- |
| 1 | Троїцьке        | 10973                  | 10033                  |
| 2 | Боровлянка      | 2043                   | 1629                   |
| 3 | Заводське       | 1789                   | 1377                   |
| 4 | Гордієвський    | 1492                   | 1333                   |
| 5 | Біловський      | 1630                   | 1251                   |